# 王名璝
王名璝（越南语：／；1849年—？年），越南阮朝官員。

## 生平
王名璝是乂安省英山府南壇縣春柳總雲山社（今屬乂安省南壇縣雲延社）人，嗣德二年（1849年）出生。建福元年（1884年），王名璝參加乂安場鄉試，考中舉人。咸宜元年（1885年），王名璝會試次中格，準入庭試。庭試過後，未及放榜，尊室說發動勤王運動，庭試成績因此作廢。成泰四年（1892年），王名璝經審核準預庭試，考中壬辰科副榜。後任廣義督學。